# Springs (Südafrika)
Springs ist eine Stadt in Südafrika. Sie gehört zur Provinz Gauteng und liegt in der Metropolgemeinde Ekurhuleni, die vormals als East Rand bekannt war. 2011 hatte sie 121.610 Einwohner.

## Name
Die Stadt wurde nach einer Farm benannt, auf der es zahlreiche Quellen (englisch: springs) gab.

## Geographische Lage
Die Stadt liegt 1618 Meter über dem Meeresspiegel. Springs ist die östlichste Großstadt im Witwatersrand. Westlich von Springs liegt Brakpan; weiter westlich liegen von Ost nach West Benoni, Boksburg, Germiston und Johannesburg.

## Geschichte
Die Farm The Springs umfasste ursprünglich ein 7 km² großes Gebiet. 1883 wurde das Land vermessen. 1887 fand man dort Kohle. Drei Jahre später wurde die erste Eisenbahnstrecke in Transvaal gebaut, um die Kohle vom East Rand in den Wirtschaftsraum des zentralen Witwatersrands bei Johannesburg zu befördern.
Die Kohlebergwerke wurden schrittweise geschlossen, da man weiter östlich bessere Kohlevorkommen fand. Gleichzeitig wurde in Springs Gold gefunden. 1904 wurde das Dorf Springs gegründet; 1908 begann der Goldbergbau. 1912 wurde Springs Gemeinde. In den späten 1930er Jahren gab es acht Goldminen in der Nähe von Springs. Damit war es das größte reine Goldfördergebiet der Welt.

## Bevölkerung
Die in den Zeiten der Apartheid scharfe rassistische Trennung der Wohngebiete nach Bevölkerungsgruppen wurde durch Umzüge in allen Richtungen aufgeweicht. Nahe den Industriebetrieben sind neue, von den Behörden nicht geplante Siedlungen entstanden.

## Wirtschaft
Springs gehört zu den industriellen Zentren der Wirtschaftsregion „Witwatersrand“. Nachdem viele Bergwerke geschlossen worden waren, wurden unter anderem Industriebetriebe in den Bereichen Metallverarbeitung, Chemie, Papier und Nahrungsmittel eröffnet.

## Verkehr
Springs liegt an der Fernstraße N17.

## Bildung
In Springs befindet sich der Springs Campus des Ekurhuleni East College.

## Söhne und Töchter der Stadt
- Nadine Gordimer (1923–2014), Schriftstellerin und Literaturnobelpreisträgerin
- Frew McMillan (* 1942), Tennisspieler
- Christo Steyn (* 1961), Tennisspieler
- Greg Marinovich (* 1962), Fotojournalist und Filmemacher
- Penelope Heyns (* 1974), Schwimmerin
- Rowen Fernandez (* 1978), Fußballspieler
- Holly Huddleston (* 1987), Cricketspielerin